# Grundmandat
Grundmandate sind der Intention nach Repräsentationen regionaler oder positioneller Minderheiten in parlamentarischen Systemen. Sie können sehr verschiedene Ausbildungen und Funktionalitäten entfalten.

## Wahlrecht

### Deutschland
Der Begriff Grundmandat beschreibt in Deutschland unterschiedliche Sachverhalte:
1. Bei Bundestagswahlen und einigen Landtagswahlen sind Grundmandate eine alternative Überwindungsmöglichkeit der Sperrklausel bei der personalisierten Verhältniswahl (Grundmandatsklausel[1]).
2. In Kommunalparlamenten sind Grundmandate Sitze in Ausschüssen mit eingeschränkten Rechten für fraktionslose oder aus kleineren Fraktionen stammende Ratsmitglieder (Grundmandatsträger).
3. In Parteien und Verbänden dienen Delegiertenschlüssel mit Grundmandaten dazu, die Repräsentanz mitgliederschwacher Gliedverbände auf Partei- oder Verbandstagen zu gewährleisten.

#### Bundestagswahl
Nach dem Zweiten Weltkrieg entschied sich der Gesetzgeber, für die Wahlen zum Deutschen Bundestag eine Fünf-Prozent-Hürde zu schaffen, um eine zu starke Ausdifferenzierung des Parteiensystems und die damit verbundenen Schwierigkeiten bei der Bildung einer stabilen Regierung zu vermindern.
Von dieser Fünfprozentregel sind bis heute lediglich Parteien ausgenommen, die eine anerkannte nationale Minderheit repräsentieren oder über Grundmandate in den Bundestag einziehen. Wenn eine Partei eine bestimmte Mindestanzahl von Direktmandaten gewinnt, zieht sie mit einer zu ihrem Parteistimmenanteil proportionalen Sitzzahl ins Parlament ein, auch wenn sie die Fünfprozenthürde nicht überspringt. Bei den Bundestagswahlen zu Beginn der 1950er-Jahre reichte es hierfür noch, ein Direktmandat zu erringen. Später wurde die Mindestzahl der notwendigen Direktmandate zur Umgehung der Fünf-Prozent-Klausel auf drei erhöht. Eine Nutzungsmöglichkeit der Grundmandatsklausel ist das Huckepackverfahren.
Eine Partei, die über die Grundmandateklausel einzieht, gilt im Bundestag nicht unbedingt als Fraktion, sondern nur als „Gruppe“, wenn sie nicht mindestens 5 % der Sitze des Bundestages erhält. Dies zieht eingeschränkte Geschäftsordnungsrechte nach sich. So ist zum Beispiel die Möglichkeit eingeschränkt, Anfragen an die Regierung (kleine Anfrage, große Anfrage) zu stellen.

##### Fallbeispiele
In der Geschichte der Bundesrepublik haben bisher erst vier Parteien zusätzliche Abgeordnete über Grundmandate in den Bundestag entsenden können. Von der Grundmandatsklausel des Bundestagswahlrechts profitierten in den 1950er Jahren die Deutsche Partei (DP) und die Deutsche Zentrumspartei (Zentrum), nach der Deutschen Wiedervereinigung die PDS, später Die Linke.
Bei der Bundestagswahl 1953 zogen die DP und das Zentrum auf Grund ihrer Grundmandate in den Bundestag ein. Die DP erhielt 3,3 Prozent der Stimmen und gewann zehn Wahlkreise, so dass sie mit 15 Abgeordneten in den Bundestag einziehen konnte. Das Zentrum erhielt 0,8 Prozent der Stimmen und konnte wegen eines gewonnenen Grundmandats ebenfalls in den Bundestag einziehen.
Nach der Bundestagswahl 1957 zog die Deutsche Partei mit 17 Abgeordneten in den Bundestag ein. Sie hatte sechs Direktmandate erhalten; die CDU hatte zu Gunsten der DP in einigen Wahlkreisen auf die Aufstellung von Direktkandidaten verzichtet (Huckepackverfahren).
Bei der Bundestagswahl 1994 erhielt die PDS 4,4 Prozent der Stimmen. Aufgrund vier errungener Direktmandate in Berlin konnte sie mit 30 Abgeordneten eine Gruppe im Bundestag bilden. Ihre Nachfolgepartei Die Linke scheiterte mit 4,9 % bei der Bundestagswahl 2021 knapp an der Fünf-Prozent-Hürde, errang aber drei Direktmandate und war daher in Fraktionsstärke im Bundestag vertreten.
Bis 2023 galt: Wenn eine Partei ein oder zwei Direktmandate erhält und zugleich unter der Fünf-Prozent-Hürde bleibt, dann ziehen nur diese ein oder zwei direkt gewählten Kandidaten in den Bundestag ein, so bei der PDS nach der Bundestagswahl 2002. Diese Bestimmung wurde durch die Wahlrechtsreform von 2023 abgeschafft und auch mit der vom Bundesverfassungsgericht verfügten Übergangsregelung nicht wieder eingeführt.

##### Kritik
Die Ausnahmeregelung von der Fünfprozentklausel ist rechtlich und politisch nicht unumstritten. So wurde bemängelt, dass auf Grund dieser Ausnahme es zu dem Paradoxon einer sehr ungleichen Sitzverteilung kommen könnte. Kann beispielsweise eine Partei nur zwei Prozent der Zweitstimmen, aber drei oder mehr Direktmandate erringen, so gelangt sie in den Bundestag; eine andere Partei, die vier Prozent der Zweitstimmen und maximal zwei Direktmandate gewinnt, würde dagegen scheitern.
In den 1990er-Jahren wurde zudem politisch diskutiert, die Zahl der notwendigen Direktmandate zum Außerkraftsetzen der Fünfprozentregelung auf fünf zu erhöhen. Begründet wurde dieses mit der größer gewordenen Bundesrepublik nach der Wiedervereinigung von 1990. Diese Auffassung wurde mehrheitlich von bürgerlichen und konservativen Politikern vertreten. Ihnen wurde vorgehalten, mit diesem Vorschlag den Wiedereinzug der PDS in den Bundestag erschweren zu wollen.

#### Landtage
In einigen Bundesländern gilt auch für die Landtagswahlen eine Grundmandatsklausel, dort werden ein oder zwei Direktmandate benötigt. Erstmals kam diese Regelung bei der Landtagswahl in Brandenburg 2014 zum Tragen, als die BVB/FW durch ein Direktmandat mit drei Sitzen in den Landtag einzogen, obwohl sie nur 2,7 % der Zweitstimmen erhalten hatten. Die Linke verdankte 2024 in Sachsen bei 4,5 % der Zweitstimmen dem Gewinn von zwei Wahlkreisen den Wiedereinzug in den Landtag.

#### Kommunalpolitik
In Kommunalparlamenten erhalten fraktionslose Ratsmitglieder oder kleinere Fraktionen oftmals in Ausschüssen nur ein Grundmandat, weil sie wegen ihrer geringen zahlenmäßigen Größe rechnerisch keinen Anspruch auf einen Sitz haben. Als Grundmandatsträger haben sie in dem entsprechenden Ausschuss dann zwar Rede- und Antragsrecht, dürfen aber nicht mit abstimmen (siehe z. B. für Niedersachsen § 71 Abs. 3 NKomVG).
In den Kommunalparlamenten NRW haben die so genannten Grundmandatsträger nur das Recht, Mitglied eines Ausschusses zu werden. Diesen können sie selbst wählen, haben aber kein Stimmrecht.
Im Parlament (Rat) dürfen sie zwar mit abstimmen, aber keine Anträge stellen. Das degradiert sie zu reinen Zuschauern. Den politischen Auftrag, Bürgerwillen über Anträge ins Parlament zu transportieren, können sie mangels Antragsrecht nicht ausführen.
Zu den Anträgen der anderen Parteien können sie sich nicht äußern, da die Anträge in den Fachausschüssen beraten und vorbeschlossen werden und der Rat selbst nur abschließendes Beschlussorgan ist. Eine Sachdiskussion wird aufgrund der Ausschussarbeit in der Regel nicht zugelassen.
Die so genannten Einzelkämpfer sind somit von der politischen Information und Beschlussfassung weitestgehend ausgeschlossen.

#### Parteien und Verbände
Viele Parteien und Verbände sind in verschiedenen Regionen sehr unterschiedlich stark. Um zu verhindern, dass besonders mitgliederschwache Regionen zum Beispiel bei einem Parteitag überhaupt nicht vertreten sind, werden Delegiertenschlüssel mit Grundmandaten verwendet. Dabei wird zunächst jeder Region eine feste Zahl von Grundmandaten zugeteilt (meist ein bis zwei). Anschließend werden die restlichen Mandate nach einem bestimmten Verfahren (zum Beispiel nach D’Hondt) nach Mitgliederstärke verteilt.

### Österreich
Die Mandatsvergabe bei der Nationalratswahl erfolgt in einem dreistufigen Ermittlungsverfahren: in der ersten Stufe auf Regionalwahlkreisebene, in der zweiten auf Landeswahlkreisebene und in der dritten auf Bundesebene. Die „Sperrklausel“ besagt, dass Parteien an der zweiten (§101(1) NRWO 1992) und der dritten (§107(2) NRWO 1992) Stufe der Mandatsvergabe nur dann teilnehmen dürfen, wenn sie bundesweit mindestens vier Prozent der gültigen Stimmen haben. Eine Mandatsvergabe auf Regionalwahlkreisebene ist somit unabhängig von der 4-%-Hürde auf Regionalwahlkreisebene immer noch möglich. Ein Mandat, das auf diese Weise erreicht wird, wird als „Grundmandat“ bezeichnet.
Erreicht bei der Nationalratswahl eine Partei ein Grundmandat, wird sie unabhängig von den bundesweit erreichten Stimmen auf jeden Fall im zweiten (Landeslisten) und dritten (Bundeslisten) Ermittlungsverfahren berücksichtigt. Ein ansonsten zum Einzug in den Nationalrat notwendiges Überwinden der 4-%-Hürde ist damit nicht nötig, weshalb ein Grundmandat von Bedeutung sein kann.
Die Wahlzahl wird durch Division der Anzahl der gültigen abgegebenen Stimmen in einem Bundesland durch die Anzahl der dort zu vergebenden Mandate (und anschließendes Erhöhen auf die nächste Ganze Zahl) berechnet. Bekommt eine Partei in einem Regionalwahlkreis mindestens so viele Stimmen wie die Wahlzahl in diesem Bundesland beträgt, so wird schon im ersten Ermittlungsverfahren ein Grundmandat vergeben. (§96(7) und §97 NRWO 1992)
Bei Landtagswahlen erfolgt die Mandatsvergabe sehr ähnlich, wobei es logischerweise kein drittes Ermittlungsverfahren auf Bundesebene gibt und die Wahlzahl für die einzelnen Wahlkreise (und nicht Bundesländer) zu ermitteln ist. Außerdem ist die Sperrklausel in einigen Bundesländern 5 % statt 4 %; in der Steiermark muss ein Grundmandat erreicht werden, um an der landesweiten Mandatsvergabe teilnehmen zu können.
Beispiel
Bundesland Kärnten | Gültige Stimmen 338 000 | zu vergebende Mandate 13
Die Wahlzahl beträgt also 338.000 / 13 = 26.000. So viele Stimmen sind in einem Wahlkreis in Kärnten notwendig, um ein Grundmandat zu erreichen.